# Elkeson
Elkeson de Oliveira Cardoso (sinh ngày 13 tháng 7 năm 1989), hay đơn giản là Elkeson, còn được gọi theo tên phiên âm tại Trung Quốc là Ai Kesen (tiếng Trung: 艾克森; bính âm: Ài Kesēn, Hán Việt: Ngải Khắc Sâm), là một cầu thủ bóng đá chuyên nghiệp ở vị trí tiền vệ tấn công hoặc tiền đạo, thi đấu cho câu lạc bộ Giải bóng đá ngoại hạng Trung Quốc Thành Đô Vinh Thành. Sinh ra ở Brazil, anh nhập tịch và đại diện cho Trung Quốc.
Khi bắt đầu sự nghiệp bóng đá ở Vitória, Elkeson là người Brazil chơi ở vị trí tiền vệ tấn công và tiền vệ cánh, nhưng đã chuyển sang tấn công và đá tiền đạo từ những ngày cuối ở Botafogo. Anh được nhập tịch Trung Quốc vào năm 2019 và thi đấu cho đội tuyển quốc gia Trung Quốc.